# Vườn quốc gia Gennargentu
Vườn quốc gia Gennargentu, hay Vườn quốc gia Vịnh Orosei và Gennargentu (tiếng Ý: Parco Nazionale del Golfo di Orosei e del Gennargentu) là một vườn quốc gia ở bờ biển đông của Sardinia, Ý.

## Mô tả
Về mặt hành chính, vườn quốc gia này thuộc các tỉnh Nuoro và Ogliastra. Đây là nơi có đỉnh cao nhất Sardinia, Punta La Marmora nằm trong dãy núi Gennargentu.
Gennargentu là nơi sinh sống của nhiều loài động vật quý hiếm như mèo hoang châu Âu, Cừu Mouflon, Chồn mactet, Chồn, Chuột sóc, Cáo, Kền kền Griffon, Đại bàng vàng, Đại bàng má trắng, Cắt lớn, Gõ kiến nhỏ sườn đỏ, Bướm phượng đảo Corse. Động vật có vú biển là sự có mặt của nhiều loài bị đe dọa bao gồm Hải cẩu thầy tu Địa Trung Hải, Cá voi vây, Cá nhà táng, Cá heo.